# Ghevra
Ghevra (ook wel gespeld als Gheora) is een census town in het district Noordwest-Delhi van het Indiase unieterritorium Delhi.

## Demografie
Volgens de Indiase volkstelling van 2001 wonen er 5920 mensen in Ghevra, waarvan 59% mannelijk en 41% vrouwelijk is. De plaats heeft een alfabetiseringsgraad van 69%.